# 蔡旻佑
蔡旻佑（英語：Evan Yo，1986年11月12日—），台灣男歌手、詞曲作家、唱片製作人、演員、主持人。2001年，蔡旻佑參加飛碟電台歌唱比賽，獲經紀公司簽約。2006年，他加入主持人吳宗憲的「嘉瑪音樂」成為「憲憲家族」旗下藝人，也成為台灣索尼音樂娛樂旗下歌手，陸續發行個人創作專輯。2013年起，蔡旻佑開始嘗試多元發展，橫跨音樂、戲劇和主持領域。2014年，蔡旻佑成立個人工作室「可以音樂」，開始擔任製作人，並加入歌手暨製作人周傳雄的經紀公司「一起娛樂」。

## 早年
蔡旻佑就學於臺北市，曾就讀光仁國小、古亭國小。國中及高中，他就讀國立臺灣師範大學附屬高級中學之音樂班。他接著就讀國立臺灣師範大學音樂學系，取得學士學位。

## 演藝生涯

### 2001年—2009年
2001年，從小學習古典樂的蔡旻佑參加飛碟電台光禹主持的夜光家族歌唱比賽，被知名經紀公司相中簽約，平時除了詞曲創作外，也學習參與專輯製作。2005年，蔡旻佑以全國甄試第一名進入師大音樂系，在老師蕭慶瑜的教導下增進寫曲創作的和聲能力。
2006年，蔡旻佑加入吳宗憲旗下「憲憲家族」的「嘉瑪音樂」，成為旗下藝人，亦成為台灣索尼音樂娛樂旗下歌手。直到入伍服役前，蔡旻佑陸續發行三張個人創作專輯。2006年10月，蔡旻佑推出首張個人創作專輯《19》，並成為台灣索尼音樂主打新人，專輯曲風以古典音樂融合流行音樂，蔡旻佑以此專輯入圍2007年第18屆金曲獎「最佳新人獎」。2008年7月，他發行第二張創作專輯《搜尋蔡旻佑》，曲風受艾薇兒影響，以搖滾為基底，加上抒情慢歌，延續個人創作風格並呈現新風貌。2009年10月，蔡旻佑推出第三張個人創作專輯《寂寞，好了》，也是他脫離學生歌手身份的第一張專輯。

### 2010年—2013年
2010年年初，蔡旻佑入伍從軍，成為末代國防部藝工隊的一員，退伍後開始投入新專輯的籌備計畫。2012年起，蔡旻佑加盟「天熹娛樂」成為旗下藝人，改由環球唱片代理發行個人第四張專輯。2012年9月28日，蔡旻佑推出第四張全新專輯《超級右腦》，曲風包括古典、電子、民謠、迷幻電音等元素，他首度在專輯中有舞蹈演出。此外，蔡旻佑開始跨足戲劇領域，參演TVBS歡樂台的第二部概念劇《媽，親一下！》，擔任劇中主要角色之一。
2013年起，蔡旻佑嘗試更多不同領域的發展，同時橫跨音樂、主持、舞台劇、電視歌唱選秀節目評審、戲劇和電影演出。同年2月，蔡旻佑參與2013幾米音樂劇《向左走向右走》演出，擔任劇中男主角並發揮個人的小提琴實力。3月，蔡旻佑擔任馬來西亞節目《非常好歌》半決賽的嘉賓評審兼表演嘉賓；4月，他參演偶像劇《原來是美男》台灣版；另主持節目《日韓音樂瘋》。

### 2014年—至今
自2014年，蔡旻佑持續尋求突破和不同風格的表現，並成立個人音樂工作室「可以音樂」，開始擔任音樂製作人。歌手暨製作人周傳雄繼專輯《時不知歸》和蔡旻佑合作後，再邀請他加盟自己的經紀公司「一起娛樂」，成為旗下藝人。同年6月，他受邀到馬來西亞，擔任8TV《中國好聲音》馬來西亞海選評審，隨後再度擔任《非常好歌》節目嘉賓評審。而後蔡旻佑跨足混音界，在《#SUPERSONIC#超音速混音極選》中擔任唱片騎師(Disc Jockey(DJ))，挑戰將音樂曲目翻新為混音作品。7月時，蔡旻佑進軍日本參與電視劇《惡作劇之吻2～Love in OKINAWA》客串演出。同年8月26日，蔡旻佑出席電影《鐵獅玉玲瓏2》開拍記者會，這是他首度從電視劇躍上大銀幕，片中與黃鐙輝、張睿家飾演鐵獅玉玲瓏第一代團員，電影於2015年上映。
2015年，蔡旻佑再度加入台灣索尼音樂，籌備發行第五張全新創作專輯。同年4月時，蔡旻佑於台視歌唱選秀節目《我要當歌手》中，與梁文音擔任小隊長導師。9月中旬，蔡旻佑推出EP《我想我可以》，並且在10月完成「我想我可以」北中南三場巡迴演唱會。
同年12月18日，全創作專輯《我和我的布拉姆斯》正式發行，蔡旻佑負責專輯的所有歌曲創作以及大部分製作工作。專輯風格遊走於古典與流行之間，蔡旻佑將自小擅長的古典樂與鋼琴、弦樂大量融入創作裡，成為專輯中重要元素。另外，此張專輯蔡旻佑和身邊好友合作，包括著名音樂總監陳建騏、老闆周傳雄、高中時期的青梅竹馬艾怡良、演藝圈的同期好友王若琳以及周傳雄的妻子Vivian；另邀請音樂大師范宗沛跨刀演奏大提琴，合聲老師Lisa Djaati擔任Vocal製作人，孟耿如擔任MV女主角。蔡旻佑在專輯中突破原有唱腔，改變共鳴，開發未嘗試過的「口白式」吟唱法。
2016年，蔡旻佑於艾怡良該年6月份發行的個人專輯《說艾怡良》中製作單曲《依賴》，是兩人繼艾怡良第一張專輯的《在我愛你之前》、第二張專輯的《Never Be The Same》和《哈囉》等歌曲之後，第三度在艾的專輯中合作。同年10月6日，蔡旻佑出道滿十周年。
2017年2月初，蔡旻佑為潘裕文量身譜曲並擔任製作人，完成單曲《空想夜車》；2009年時蔡旻佑也曾參與潘裕文的專輯製作，歌曲的段落設計別於潘以往的音樂類型。同年4月29日，蔡旻佑參演由寬宏藝術與故事工廠編導黃致凱共同打造的奇幻愛情音樂劇《千面惡女》，不同於以往形象，他飾演帶有黑暗色彩的「狼王葛雷」一角。為了詮釋角色粗暴狂野的特質，蔡旻佑幾乎以完全不同於個人音色的低沉嗓音演出。此外，蔡旻佑為歌手王博文於同年9月發行的專輯操刀打造單曲《河》；蔡旻佑在創作過程中針對王博文的聲線，重新調整為現行版本。
2018年1月6日起，蔡旻佑在POP Radio擔任電台DJ，主持節目《POP原創漫遊》。同年2月，他為歌手劉珂創作收錄於EP《跡》中的情歌《傻傻的》；當月，蔡旻佑與好友魏如萱在廣播節目中宣布兩人攜手演出的音樂劇《向左走向右走》將於同年再次展開巡演；他於同月赴拉斯維加斯永利飯店（Wynn Hotel）參與商演。3月14日白色情人節，蔡旻佑為李毓芬量身打造推出單曲《早應該》，他包辦詞曲創作並擔任製作人。11月，導演周美玲於「彩虹MV影像計畫」中推出的MV單曲《有我在》，由蔡旻佑作曲並擔任製作人，盧學叡作詞及演唱，兩人相識多年第一次合作。同年12月21日，好友艾怡良發行專輯《垂直活著，水平留戀著。》，蔡旻佑參與當中《美術課》一曲之編曲。
2019年2月，蔡旻佑連續兩年赴美國拉斯維加斯（賭城）作秀表演；同月，他為芒果TV新上線的迷你偶像劇《彗星來的那一夜》演唱主題曲《問問愛情》。同年8月22日，蔡旻佑宣布加盟「何樂音樂」，並推出新專輯《變心記》，與金曲獎最佳作詞人葛大為合作。蔡旻佑也首次嘗試電子搖擺爵士曲風，與許哲珮合作，推出首波主打〈變心記〉。他另與艾怡良合作〈伎倆〉一曲，兩人在錄音室針對彼此的詮釋方法即興激盪完成演唱。
2020年參加第31屆臺灣金曲獎頒獎典禮，擔任星光大道主持人。 2023年主演的舞臺劇《淡水小鎮》在全臺巡演，同年參加音樂節目《聲生不息·寶島季》。2024年參加綜藝節目《披荊斬棘4》進入總決賽，同年宣佈加盟華納音樂。

## 音樂作品

### 個人專輯
| 專輯 # | 專輯名稱                             | 專輯類型 | 發行公司                           | 發行日期       | 曲目 |
| ------ | ------------------------------------ | -------- | ---------------------------------- | -------------- | --- |
| 1st    | 《19》                               | 大碟     | 嘉瑪音樂 Sony BMG                  | 2006年10月6日  | 曲目 CD 1. Intro 2. 夢不落帝國 3. Can You Hear Me 4. 城外 5. 超人不在家 6. 我可以 7. 旋轉門 8. 簡單 9. 熱氣球 10. 翻不完的夏天 11. 我想要說 12. 8 Bit |
| 1st    | 《19（限量紀念盤）》                 | 大碟     | 嘉瑪音樂 Sony BMG                  | 2006年12月12日 | 曲目 CD 1. Intro 2. 夢不落帝國 3. Can You Hear Me 4. 城外 5. 超人不在家 6. 我可以 7. 旋轉門 8. 簡單 9. 熱氣球 10. 翻不完的夏天 11. 我想要說 12. 8 Bit DVD 1. 城外 MV拍攝花絮 2. 城外 MV 3. 我可以 MV拍攝花絮 4. 我可以 MV 5. 翻不完的夏天 MV拍攝花絮 6. 翻不完的夏天 MV                    |
| 2nd    | 《搜尋蔡旻佑》                       | 大碟     | 嘉瑪音樂 Sony BMG                  | 2008年7月11日  | 曲目 CD 1. 我回來了 2. 阿姆斯壯 3. Stay with Me 4. 希區考克 作品152 5. The Love I Know 6. 沒有人要的孩子 7. 老地方 8. 我用一首Demo跟你告白XD 9. 2人 10. 台北21℃ 11. 愛？ |
| 3rd    | 《寂寞，好了》                       | 大碟     | 嘉瑪音樂 台灣索尼音樂娛樂          | 2009年10月9日  | 曲目 CD 1. 發光的簡訊 2. 小乖乖 3. 寂寞，好了 4. 愛是對的 5. 日蝕 6. 你看不到的天空 7. Hey ! 8. 我的寶貝 9. 打不倒男孩 10. 走 |
| 3rd    | 《寂寞，好了（完全擁佑終極限定盤）》 | 大碟     | 嘉瑪音樂 台灣索尼音樂娛樂          | 2010年1月5日   | 曲目 CD 1 1. 發光的簡訊 2. 小乖乖 3. 寂寞，好了 4. 愛是對的 5. 日蝕 6. 你看不到的天空 7. Hey ! 8. 我的寶貝 9. 打不倒男孩 10. 走 CD 2 1. 跳進我心裡 DVD 1. 0 cm to YO 真實表白 2. 寂寞好了 Non-Stop 全紀錄 3. 寂寞好了 MV 4. 小乖乖 MV 5. 發光的簡訊 MV 6. 你看不到的天空 MV 7. 愛是對的 MV |
| 4th    | 《超級右腦》                         | 大碟     | 天熹娛樂 環球唱片 (台灣)           | 2012年9月28日  | 曲目 CD 1. 超級右腦 2. 想 3. 怎麼愛你都不夠 4. 女大田力小（feat.天心） 5. 愛的自由式 6. 光 7. 情瓜 8. 誰知道 9. 暖身幸福 10. 強心臟 |
| 5th    | 《我和我的布拉姆斯(限量紙盒版)》     | 大碟     | 可以音樂 一起娛樂 台灣索尼音樂娛樂 | 2015年12月18日 | 曲目 CD 1. 還沒往下想 2. 快樂地想你 3. 假男友 4. 自己 5. 不如 6. 最爛的我們 7. 愛在八點檔 8. 我和我的布拉姆斯 9. 最帥的人 10. 絕非意外 11. 我想我可以 12. 最爛的我們（燦爛版） 13. Dare to Be                                                                                              |
| 5th    | 《我和我的布拉姆斯(平裝版)》         | 大碟     | 可以音樂 一起娛樂 台灣索尼音樂娛樂 | 2016年7月8日   | 曲目 CD 1. 還沒往下想 2. 快樂地想你 3. 假男友 4. 自己 5. 不如 6. 最爛的我們 7. 愛在八點檔 8. 我和我的布拉姆斯 9. 最帥的人 10. 絕非意外 11. 我想我可以 12. 最爛的我們（燦爛版） 13. Dare to Be                                                                                              |
| 6th    | 《變心記》                           | 大碟     | 可以音樂 一起娛樂 何樂音樂         | 2019年8月23日  | 曲目 CD 1. 裝〈intro〉 2. 裝 3. 變心記 4. 天真的蠍 5. 獨佔 6. 傘 7. 伎倆 8. 誰不想太多 9. 同一片風景 10. 過站不停 11. Never Look Back |

### 為其他歌手創作歌曲
| 年份 | 收錄專輯名稱                      | 單曲名稱                                 | 演唱藝人    | 發行唱片公司 | 角色                 |
| ---- | --------------------------------- | ---------------------------------------- | ----------- | ------------ | -------------------- |
| 2006 | 《愛比雪更冷》                    | 預知幸福                                 | 管維嘉      | 嘉瑪音樂     | 作曲人               |
| 2008 | 《我的電台FM S.H.E》              | 店小二                                   | S.H.E       | 華研國際音樂 | 作曲人               |
| 2009 | 《夢想家》                        | 要走了                                   | 潘裕文      | 華研國際音樂 | 作曲人               |
| 2011 | 《最最喜歡》EP                    | 最最喜歡你                               | 東于哲      | 海螺音樂     | 作曲人               |
| 2011 | 《最最喜歡》EP                    | 地球累了                                 | 東于哲      | 海螺音樂     | 編曲人               |
| 2012 | 《SpeXial》                       | 超人一樣                                 | SpeXial     | 華納國際音樂 | 作曲人               |
| 2012 | 《我們都能幸福著》                | 放下                                     | 郭靜        | 福茂唱片     | 作曲人               |
| 2012 | 《如果你愛我》                    | 在我愛你之前                             | 艾怡良      | 台灣索尼音樂 | 作曲人/作詞人        |
| 2013 | 《美麗頭條》                      | 聽你說                                   | Dream Girls | 福茂音樂     | 作曲人               |
| 2014 | 《#SUPER SONIC #超音速 混音極選》 | 愛靈靈 (Remix)                           | 戴愛玲      | 台灣索尼音樂 | 混音師               |
| 2014 | 《往前飛》                        | 往前飛                                   | A-Lin       | 台灣索尼音樂 | 編曲人               |
| 2014 | 《大人情歌》                      | Never Be the Same(電視劇謊言遊戲 片頭曲) | 艾怡良      | 台灣索尼音樂 | 編曲人/製作人        |
| 2014 | 《大人情歌》                      | 哈囉                                     | 艾怡良      | 台灣索尼音樂 | 作曲人/編曲人/製作人 |
| 2016 | 《說 艾怡良》                     | 依賴                                     | 艾怡良      | 台灣索尼音樂 | 作曲人/編曲人        |
| 2017 | 《空想夜車》                      | 空想夜車                                 | 潘裕文      | 闊思音樂     | 作曲人/編曲人/製作人 |
| 2017 | 《1461》                          | 河                                       | 王博文      | 獨立發行     | 作詞人/作曲人        |
| 2018 | 《迹》                            | 傻傻的                                   | 劉珂        | 星外星文化   | 作詞人/作曲人        |
| 2018 | 《無數個我》                      | 無數個我                                 | 艾怡良      | 台灣索尼音樂 | 作曲人/編曲人        |
| 2018 | 《早應該》                        | 早應該                                   | 李毓芬      |              | 作詞人/作曲人/製作人 |
| 2018 | 《有我在》                        | 有我在 Ilakaku                           | 盧學叡      | 天宇創星     | 作曲人/製作人        |
| 2019 | 《垂直活著，水平留戀著。》        | 美術課                                   | 艾怡良      | EMI/環球音樂 | 作曲人/編曲人        |
| 2019 | 《落落大方》                      | 滿洲里                                   | 路嘉欣      | 種子音樂     | 編曲人               |
| 2020 | 《來日方長》                      | 嘴硬                                     | 朱俐靜      | 台灣索尼音樂 | 作曲人               |
| 2021 | 《各自安好》                      | 不營業的日常                             | 劉若英      | 相信音樂     | 作曲人/編曲人        |
| 2021 | 《LADIES & GENTLEMEN》            | 哎呀爛機車發不動                         | 鍾明軒      | warner music | 作詞人/作曲人/編曲人 |
| 2021 | 《許光漢》                        | 想去哪                                   | 許光漢      | 何樂音樂     | 作曲人               |
| 2022 | 《Live in Life》                  | 現在是什麼時辰了                         | 田馥甄      | 何樂音樂     | 作曲人               |
| 2022 | 《就是這個音》                    | 就是這個音                               | 黃禹菡      | 滾石移動     | 作曲人/作詞人        |
| 2022 | 《好好對待她》                    | 海嘯吧                                   | 梁文音      | 環球音樂     | 作曲人/編曲人        |
| 2023 | 《我為什麼難過》                  | 我為什麼難過                             | OPENsi      | 人見人愛娛樂 | 作曲人               |
| 2024 | 《BAD HABITS》                    | 祝你                                     | 陳嘉樺      | 勁樺娛樂     | 作曲人               |

### 電視劇歌曲
| 歌曲           | 播放頻道                 | 戲劇名稱           | 播出類型 | 搭配年度 | 備註                                                     |
| -------------- | ------------------------ | ------------------ | -------- | -------- | -------------------------------------------------------- |
| 我可以         | 臺灣 中視、東森戲劇台    | 《轉角＊遇到愛》   | 插曲     | 2007年   | 2006年個人專輯《19》曲目之一，並收入於原聲帶內           |
| 我想要說       | 臺灣 中視、東森戲劇台    | 《轉角＊遇到愛》   | 插曲     | 2007年   | 2006年個人專輯《19》曲目之一，並收入於原聲帶內           |
| stay with me   | 緯來戲劇台、緯來綜合台   | 《咖啡王子一號店》 | 片頭曲   | 2008年   | 2008年個人專輯《搜尋蔡旻佑》曲目之一，並未收入於原聲帶內 |
| 你看不到的天空 | 華視                     | 《莒光園地•選擇》  | 插曲     | 2010年   | 2009年個人專輯《寂寞，好了》曲目之一                     |
| 誰知道         | 東風衛視                 | 《天涯赤子心》     | 片頭曲   | 2012年   | 2012年個人專輯《超級右腦》曲目之一                       |
| 好不好         | 民視、八大綜合台         | 《原來是美男》     | 片尾曲   | 2013年   | 收錄於原聲帶內                                           |
| 最安靜的話     | 民視、八大綜合台         | 《原來是美男》     | 插曲     | 2013年   | 收錄於原聲帶內                                           |
| 情瓜           | 民視、八大綜合台         | 《原來是美男》     | 插曲     | 2013年   | 2012年個人專輯《超級右腦》曲目之一，並未收入於原聲帶內   |
| 問問愛情       | 芒果TV                   | 《彗星来的那一夜》 | 主題曲   | 2019年   |                                                          |
| 過站不停       | TVBS歡樂台、愛奇藝台灣站 | 《墜愛》           | 插曲     | 2020年   | 2019年個人專輯《變心記》曲目之一                         |
| 你靠近我的身邊 | 優酷、Netflix            | 《別對我動心》     | 片尾曲   | 2024年   | 收錄於原聲帶內                                           |

### 電影主題曲
| 歌曲           | 製片商   | 電影名稱           | 播出類型   | 搭配年度 | 備註                                 |
| -------------- | -------- | ------------------ | ---------- | -------- | ------------------------------------ |
| 小乖乖         | 意馬國際 | 原子小金剛         | 中文主題曲 | 2009年   | 2009年個人專輯《寂寞，好了》曲目之一 |
| 不該擁有的事情 | 華映娛樂 | 傻傻愛你，傻傻愛我 | 主題曲     | 2019年   |                                      |

### 合唱歌曲
- 2021年：《日落》（與NIO合唱）
- 2023年：《直球浪漫》（與K.A 咔咔(李依婕)合唱）

### 公益歌曲
- 2009年：《讓愛轉動整個宇宙》（921大地震十週年50組藝人大合唱）
- 2020年：《Second Try》（FOX體育家族傳愛之旅公益歌曲）

### 其他形式參與歌曲
| 年份 | 收錄專輯名稱 | 單曲名稱   | 演唱藝人 | 發行唱片公司 | 角色/形式       |
| ---- | ------------ | ---------- | -------- | ------------ | --------------- |
| 2006 | 《遇上愛》   | 甜心咒     | 楊丞琳   | Sony BMG     | Rap             |
| 2014 | 《時不知歸》 | 坐看雲起時 | 周傳雄   | 一起娛樂     | 小提琴          |
| 2014 | 《時不知歸》 | 我愛神話   | 周傳雄   | 一起娛樂     | 小提琴          |
| 2022 | 《念念不忘》 | 秋决       | 周傳雄   | 福茂唱片     | 弦樂編寫/小提琴 |

### 音樂劇歌曲

#### 幾米音樂劇《向左走，向右走》
- 2013年

| 2013幾米音樂劇《向左走，向右走》原聲帶精選 | 演唱者                                                                         |
| ------------------------------------------ | ------------------------------------------------------------------------------ |
| 01〈機遇與命運〉                           | 魏如萱、蔡旻佑、梁小衛、葉文豪、翁寧謙、劉廷芳、潘志遠、楊登鈞、崔台鎬、陳貝瑜 |
| 02〈17號——但是夢只會更遠〉                 | 魏如萱、蔡旻佑                                                                 |
| 03〈翻譯的女人〉                           | 魏如萱、蔡旻佑、葉文豪、劉廷芳、潘志遠、楊登鈞、崔台鎬、陳貝瑜                 |
| 04〈反正大家都愛過誰也不欠〉               | 魏如萱                                                                         |
| 05〈一捲黑白影片突然開始倒著播放〉         | 梁小衛、劉廷芳、陳貝瑜                                                         |
| 06〈愛在波西米亞〉                         | 魏如萱、蔡旻佑、梁小衛、葉文豪、翁寧謙、劉廷芳、潘志遠、楊登鈞、崔台鎬、陳貝瑜 |
| 07〈有時候愛〉                             | 魏如萱、蔡旻佑、梁小衛、葉文豪、翁寧謙、劉廷芳、潘志遠、楊登鈞、崔台鎬、陳貝瑜 |
| 08〈被雨傷透〉                             | 魏如萱、蔡旻佑                                                                 |
| 09〈奇異的城市〉                           | 魏如萱、蔡旻佑、梁小衛、葉文豪、翁寧謙、劉廷芳、潘志遠、楊登鈞、崔台鎬、陳貝瑜 |
| 10〈低低星垂〉                             | 魏如萱、蔡旻佑、梁小衛、葉文豪、翁寧謙、劉廷芳、潘志遠、楊登鈞、崔台鎬、陳貝瑜 |

- 2014年

| 2014幾米音樂劇-向左走向右走賀歲加演場 EP:遊蕩 |
| --------------------------------------------- |
| 曲目1:右邊版 / 蔡旻佑                         |
| 曲目2:左邊版 / 魏如萱                         |
| 曲目3:相遇版 / 蔡旻佑、魏如萱                 |
| 曲目4:等待版 / kala                           |

## 演唱會
| 演出時間            | 演出名稱                                   | 演出地點                       |
| ------------------- | ------------------------------------------ | ------------------------------ |
| 2011年5月7日21:00   | 蔡旻佑《Yo! 我回來了 Live 音樂會》         | 河岸留言公館店                 |
| 2011年7月9日20:00   | 蔡旻佑『夏日Yo狂想』音樂會                 | 河岸留言西門店                 |
| 2012年11月2日20:00  | 蔡旻佑Super Yo音樂會                       | Legacy Taipei 傳 音樂展演空間  |
| 2015年9月11日19:30  | 蔡旻佑Evan Yo 2015北中南巡演「我想我可以」 | 永豐Legacy Taipei 音樂展演空間 |
| 2015年10月2日19:30  | 蔡旻佑Evan Yo 2015北中南巡演「我想我可以」 | Legacy Taichung 音樂展演空間   |
| 2015年10月17日19:30 | 蔡旻佑Evan Yo 2015北中南巡演「我想我可以」 | LIVEWAREHOUSE（駁二藝術特區）  |
| 2017年5月20日14:30  | 蔡旻佑Evan Yo 2017讚聲演唱會               | Legacy Taipei 音樂展演空間     |
| 2019年9月28日19:30  | 蔡旻佑 Evan Yo 《變心記》台北Legacy演唱會  | Legacy Taipei 音樂展演空間     |
| 2019年11月24日20:00 | 蔡旻佑 Evan Yo 《變心記》巡迴演唱會        | 北京糖果TANGO                  |
| 2019年12月14日20:00 | 蔡旻佑Evan Yo《變心記》巡迴演唱會          | 上海 VAS LIVE                  |
| 2019年12月15日20:00 | 蔡旻佑Evan Yo《變心記》巡迴演唱會          | 杭州 MAO LiveHouse             |
| 2024年9月28日20:00  | 蔡旻佑Evan Yo《就要和你在一起》巡迴演唱會  | 馬來西亞 Zepp Kuala Lumpur     |
| 2025年1月10日       | 蔡旻佑Evan Yo《就要和你在一起》巡迴演唱會  | 蜚声上海PHASELIVEHOUSE         |
| 2025年1月12日       | 蔡旻佑Evan Yo《就要和你在一起》巡迴演唱會  | MAOLivehouse广州太古仓店       |
| 2025年2月28日       | 蔡旻佑Evan Yo《就要和你在一起》巡迴演唱會  | 南京·1701 Live House Max       |
| 2025年3月1日        | 蔡旻佑Evan Yo《就要和你在一起》巡迴演唱會  | 北京·SILO LIVE 開花豆聲音倉庫  |
| 2025年3月15日       | 蔡旻佑Evan Yo《就要和你在一起》巡迴演唱會  | 杭州·大麥 66Livehouse          |
| 2025年3月16日       | 蔡旻佑Evan Yo《就要和你在一起》巡迴演唱會  | 深圳NUBOND纽带现场             |

## 戲劇作品

### 電影
| 年份   | 片名                               | 導演   | 角色                                 | 備註                  |
| ------ | ---------------------------------- | ------ | ------------------------------------ | --------------------- |
| 2015年 | 《鐵獅玉玲瓏2》 （LION DANCING 2） | 澎恰恰 | 小嗶(keyboard)[第一代鐵獅玉玲瓏團員] | 2015年2月18日賀歲上映 |

### 微電影
| 年份   | 片名                      | 導演   | 角色   | 備註 |
| ------ | ------------------------- | ------ | ------ | ---- |
| 2011年 | 布袋甩尾(Bu Dai Shui Wei) | 胡皓翔 | (客串) |      |

### 電視劇
| 首播   | 播出頻道         | 劇名                | 導演              | 角色           | 備註                                              |
| ------ | ---------------- | ------------------- | ----------------- | -------------- | ------------------------------------------------- |
| 2007年 |                  | 劍道愛              | 吳宗憲            | 蔡旻佑         | 拍攝未正式上檔                                    |
| 2010年 | 華視             | 莒光園地·想像事件簿 | 莊旭慶            | 余瑞傑         |                                                   |
| 2010年 | 華視             | 莒光園地·選擇       | 杜寶明            | 楊宗興         |                                                   |
| 2013年 | 民視/八大綜合台  | 原來是美男          | 吳建新            | Jeremy         |                                                   |
| 2013年 | 中視/TVBS歡樂台  | 媽，親一下          | 鄭芬芬            | 柯景雲         |                                                   |
| 2014年 | 台視/三立都會台  | 愛上兩個我          | 郭春暉            | 陶樂源（客串） |                                                   |
| 2014年 | 富士電視台(日本) | 一吻定情2冲绳特别篇 | 小中和哉 / 二宮崇 | Jeremy         | 第一集穿插原來是美男:直樹與琴子在飯店巧遇A.N.JELL |
| 2016年 | 腾讯视频         | 整容攻略            | 阿中              |                | 網路劇，第4集出現                                 |

### 舞台劇
| 時間   | 劇名                                        | 主辦         | 導演   | 角色      | 備註       |
| ------ | ------------------------------------------- | ------------ | ------ | --------- | ---------- |
| 2013年 | 幾米音樂劇 -《向左走向右走》                | 人力飛行劇團 | 黎煥雄 | 遺憾先生R | 共10場演出 |
| 2014年 | 幾米音樂劇 -《向左走 向右走》（賀歲加演場） | 人力飛行劇團 | 黎煥雄 | 遺憾先生R | 共7場演出  |
| 2014年 | 幾米音樂劇 -《向左走 向右走》（秋冬巡演場） | 人力飛行劇團 | 黎煥雄 | 遺憾先生R | 共3場演出  |
| 2015年 | 幾米音樂劇 -《向左走 向右走》（秋冬巡演場） | 人力飛行劇團 | 黎煥雄 | 遺憾先生R | 共12場演出 |
| 2017年 | 故事工廠 -《千面惡女》                      | 寬宏藝術     | 黃致凱 | 葛雷      | 共9場演出  |
| 2018年 | 幾米音樂劇 -《向左走 向右走》               | 人力飛行劇團 | 黎煥雄 | 遺憾先生R | 共10場演出 |
| 2021年 | 《生命中最美好的5分鐘》                     | 果陀劇場     | 梁志民 | Johnny    |            |
| 2022年 | 幾米音樂劇 -《向左走 向右走》（心電感應版） | 人力飛行劇團 | 黎煥雄 | 遺憾先生R | 共8場演出  |
| 2023年 | 《淡水小鎮》                                | 果陀劇場     | 梁志民 | 陳少威    |            |

## 主持作品

### 電視節目
| 主持期間                    | 節目名稱                | 頻道名稱    | 備註           |
| --------------------------- | ----------------------- | ----------- | -------------- |
| 2013年7月23日-2013年8月26日 | 《日韓音樂瘋》          | MTV音樂頻道 | 外景特派和專訪 |
| 2020年9月28日-2020年10月2日 | 《ＧＯ！精彩 金曲３１》 | 台視        |                |

### 廣播節目
| 主持期間                   | 節目名稱        | 電台名稱  | 時段               |
| -------------------------- | --------------- | --------- | ------------------ |
| 2018年1月6日-2023年8月26日 | 《POP原創漫遊》 | POP Radio | 每週六晚上6點至7點 |

### 頒獎典禮

#### 金曲獎
| 年份 | 節目                     | 頻道 | 備註       |
| ---- | ------------------------ | ---- | ---------- |
| 2020 | 《第31屆金曲獎星光大道》 | 台視 | 搭檔吳瑪麗 |

## 廣告代言和活動
- 2004年
  - 老牛皮 La New – 新鮮人專業氣墊皮鞋 電視／平面（台灣）
- 2006年
  - 肯德雞 KFC –法式鮭魚捲 [85]電視／平面（台灣）
  - 拉近心距離‧愛盲公益演唱會 [86]代言／活動／演唱（台灣）
  - 海岸、夕陽、馬拉松音樂會  [87]代言／活動／演唱（台灣）
- 2007年
  - 第四屆大學博覽會 代言／活動 (台灣)[88]
  - 捷運最Hito歲末感恩音樂派對[89]代言／活動／演唱 (台灣)
- 2008年
  - 因思銳 INSREA – 線上KTV遊戲『超級巨星』 [90]電視／代言／活動／作曲／演唱（台灣）-專案搭配歌曲『我回來了』
- 2008年
  - 匯竑國際 T.GRAND –阿薩姆奶茶[91][92]電視／平面／代言／活動／作曲／演唱（台灣）-專案搭配歌曲『Stay with Me』
  - 捷運愛關懷青少年音樂會 [93]代言／活動／作曲／演唱（台灣）
- 2009年
  - 老牛皮 La New – 動能防水專業氣墊鞋 電視／平面／代言／演唱（台灣）-專案搭配歌曲『我的寶貝』
  - 老牛皮 La New – 超彈性上班鞋 電視／平面／代言／作曲／演唱（台灣）-專案搭配歌曲『跳進我心裡』
  - 東陽吳篙文教基金會 Dong Yang Group – 交通安全才藝競賽[94]代言／活動／評審（台灣）
  - H BOY – 年度服飾代言人 [95]平面／代言（台灣）
  - 2009台灣國際咖啡節 [96]代言／活動／演唱（台灣）
  - D-Link - 2009夏日熱浪演唱會 [97]代言／活動／演唱（台灣）
  - 諾基亞Nokia新機發表記者會  [98]代言／活動／演唱（台灣）
  - 98年度大專籃球運動聯賽 UBA  [99]代言／活動／演唱（台灣）-專案搭配歌曲『打不倒男孩』
- 2011年 
  - 2011臺南購物節[100]代言／活動／演唱（台灣）
- 2012年
  - 2012苗栗春遊山城跨界音樂會[101]代言／活動／演唱 (台灣)
  - 台中市政府衛生局 - 世界無菸日健康101拒菸大使[102]代言／活動／演唱 (台灣)[103]
  - H BOY – 年度服飾代言人（台灣） 平面／代言
  - 2012台北捷運出口音樂節 - 夢想的出口 [104]代言／活動／演唱 (台灣)
- 2013年
  - 第四屆手繪童心公益慈善義賣展[105]
  - 2013GMX金曲音樂節[106][107]代言／活動／演唱（台灣）
  - ETUDE HOUSE - 粉夏慶典活動一日店長　 [108]代言／活動／演唱 (台灣)
  - HTC夏日音樂會  [109]代言／活動／演唱 (台灣)
  - 馬來西亞MY FM十五週年台慶 年度代言人[110]（馬來西亞）-專案搭配歌曲『Fantastic Man』
  - 臺北市政府文化局 - 第九屆漢字文化節 [111]代言／活動／演唱 (台灣)
- 2014年
  - 第五屆手繪童心公益慈善義賣展[112]
- 2015年
  - Kingston 金士頓 HyperX 粉紅耳機代言
- 2016年
  - 2016台北捷運出口音樂節 - 20週年生日快樂    代言／活動／演唱 (台灣)
  - 桃園家扶基金會-親愛的小孩好秋音樂會[113]代言／活動／演唱 (台灣)
- 2017年
  - 全城熱戀主題活動@江蘇漂陽上河城    代言／活動／演唱 (中國大陸)
  - 華碩 - ZenFone狂歡趴@華山文創園區    代言／活動／演唱 (台灣)
  - 廣州第二屆關愛留守兒童尋星公益晚會    代言／活動／演唱 (中國大陸)
  - 陝西神木體育場群星演唱會    代言／活動／演唱 (中國大陸)
  - 深圳暢享時代群星璀璨全國巡迴演唱會    代言／活動／演唱 (中國大陸)
  - 中國福泉國際武林大會·群星演唱會    代言／活動／演唱 (中國大陸)
  - Who Cares X Daniel Wong - 天馬行空時尚大秀    代言／活動／演唱 (中國大陸)
  - 華南金控 - 華南金幸福尚麻吉音樂會@華山文創園區    代言／活動／演唱 (台灣)
  - 創世基金會 - 揪愛你 公益音樂餐會    代言／活動／演唱 (台灣)
  - ETtoday新聞雲 - 好朋友TT音樂節@華山文創園區華山劇場    代言／活動／演唱 (台灣)
  - 統一企業集團 - 2017愛sharing聖誕音樂會@台北信義統一時代百貨    代言／活動／演唱 (台灣)
- 2018年
  - 苗栗縣政府 - 幸福苗栗‧木藝慢活節    代言／活動／演唱 (台灣)
  - 花蓮縣政府 - 2018花蓮夏戀嘉年華    代言／活動／演唱 (台灣)
  - 澎湖縣政府 - 2018海島嘉年華    代言／活動／演唱 (台灣)
  - 衡山基金會 - 愛從家開始@國立中興大學    代言／活動／演唱 (台灣)
  - 苗栗縣政府 - 秋天好滋味    代言／活動／演唱 (台灣)
  - 現代婦女基金會 - 練愛時代演唱會@台北華山Legacy    代言／活動／演唱 (台灣)
  - 台中市政府 - 2018台中世界花卉博覽會x2018南屯同學會 青春演唱會    代言／活動／演唱 (台灣)
  - 臺北市立交響樂團 - 2018臺北市音樂季－TSO典藏系列《聲情詠戲－周藍萍的臺灣小夜曲    代言／活動／演唱 (台灣)
- 2019年
  - 台南市政府 - 2019台南心時代跨年晚會    代言／活動／演唱 (台灣)
  - 現代婦女基金會 - 弱勢家庭圍爐計劃    代言／活動 (台灣)
  - 2019高雄衛武營眾人的搖擺 活動/演唱（台灣）
  - 蔡旻佑《變心記》Legacy演唱會（台北場）活動/演唱（台灣）
  - 2019DanielWong 「Refine」淬煉時裝秀活動（台灣）
  - 台北時裝周新秀舞台 活動/演唱（台灣）
  - 傻傻愛你傻傻愛我首映會 活動（台灣）
  - 2019澎湖國際海灣燈光節 活動/演唱 （台灣）
  - 2019ETtoday好朋友放閃音樂節（台北華山）活動/演唱 （台灣）
  - 「2019竹北市烏魚好食節.信魚的鯔味」活動/演唱 （台灣）
  - COACH - Horse and Carriage時尚派對活動（台灣）
  - 《變心記》巡迴演唱會-北京 糖果 活動/演唱（北京）
  - 《變心記》巡迴演唱會-上海 VAS LIVE 活動/演出 （上海)
  - 《變心記》巡迴演唱會-杭州 MAO LiveHouse 活動/演出（杭州）
  - 2019-2020台東跨年晚會 活動/演出 （台東）
- 2020年
  - 2020龍角散喉糖CHILL K歌 （洲際棒球場）開球/活動/演唱（台灣）
  - 2020國家地理路跑-世界地球日50週年 活動/演唱 （台灣）
  - 2020彰化和美中秋有情 關懷弱勢暨民俗博餅活動 活動/演唱 （台灣）
  - 《第31屆金曲獎星光大道》主持人 活動（台灣）
  - 2021台南好young耶誕跨年系列活動-浪漫情歌夜 活動/演唱（台灣）
- 2021年
  - 信義誠品32週年「與青春碰面」 活動/演唱/演講 （台灣）
  - 高雄楠梓青釉茶室一日店長 活動（台灣）
  - 《生命中最美好的五分鐘》台北 音樂劇
  - 《生命中最美好的五分鐘》台南 音樂劇
  - 《生命中最美好的五分鐘》高雄 音樂劇
  - 《生命中最美好的五分鐘》線上直播 音樂劇
- 2024年
  - 2024屏東三大日音樂節 活動/演唱（台灣）

## 獎項

### 音樂
| 年份 | 獎項 |
| ---- | --- |
| 2007 | - 第4屆勁歌王年度總選 - 台灣最有前途新人奖 - Hito流行音樂獎 - 票選最受歡迎新人獎 - 第2屆KKBOX數位音樂風雲榜 - 飛碟 KKBOX 傳媒點播人氣獎《我可以》 - 第13屆新加坡金曲獎 - 最佳新人獎 - 第5屆東南勁爆音樂榜 - 勁爆最佳新人獎 - 第18屆金曲獎 - 入圍最佳新人獎 - 中國 雪碧中國原創音樂流行榜 - 新人獎 |
| 2010 | - 馬來西亞MY Astro至尊流行榜頒獎典禮 - 至尊金曲20獎《寂寞，好了》 - 馬來西亞娛協獎–十大原創歌曲獎–《寂寞,好了》 |
| 2013 | - 馬來西亞MY Astro至尊流行榜頒獎典禮 - 至尊創作男歌手獎（海外） - 馬來西亞MY Astro至尊流行榜頒獎典禮 - 至尊舞曲獎《超級右腦》 - 馬來西亞MY Astro至尊流行榜頒獎典禮 - 至尊金曲《怎麼愛你都不夠》 - Music Radio中國TOP排行榜頒獎典禮 - Music Radio推薦唱片 - Hito流行音樂獎 - hito潛力創作歌手 銀獎 |
| 2015 | - 第二屆中國新歌榜- 年度優曲-《我想我可以》 - 第二屆中國新歌榜- 最欣賞唱作人 |
| 2017 | - Hito流行音樂獎 - Hito唱作男聲 |

## 外部連結
- 蔡旻佑的Facebook專頁
- 蔡旻佑的Instagram帳戶
- YouTube上的蔡旻佑頻道
- 蔡旻佑的新浪微博